# 滝下毅
滝下 毅（たきした つよし、1975年11月5日 - 2013年3月10日）は、日本の男性声優、ナレーター。青二プロダクション所属。茨城県出身。

## 略歴
中高はラグビーで有名な茗溪学園。中学、高校時代はラグビー部に所属していた。出身大学は大阪芸術大学映像学科。同じ大学の先輩に幸野善之がいた。大学時代、18歳の時、大阪府藤井寺市に2年ほど住んでいた。
青二塾大阪校第14期生。
2009年10月31日に同じ所属事務所の鹿野潤と結婚。
帰宅途中の転落事故により、2013年3月10日未明に急逝。37歳没。東京都調布市の多摩川河川敷で亡くなっているところを発見されており、橋から誤って転落したとみられる。

## 人物
趣味は舞台鑑賞、スポーツ全般、料理、釣り、PC。
特技はラグビー。座右の銘は「永遠の未完成、此完成也」。
スポーツが得意でアマチュアデカスロン大会で優勝した経歴を持つ。
好きな食べ物はキャベツ。塾生時代一週間をキャベツ三個でしのいだエピソードがある。
髪を切らずに伸ばしていたら、夜王と呼ばれたというエピソードがある。
ブログのアドレスは、自身が『真・三國無双』シリーズで演じている司馬懿の台詞から取られている。
4人兄弟の長男。

## 後任
滝下の死去後、持ち役を引き継いだ人物は以下の通り。
| 後任       | 役名               | 作品                     | 後任の初出演                                |
| ---------- | ------------------ | ------------------------ | ------------------------------------------- |
| 龍谷修武   | ヴァルド・ヴァレス | 「英雄伝説シリーズ」     | 『英雄伝説 碧の軌跡 Evolution』             |
| 龍谷修武   | ツァイト           | 「英雄伝説シリーズ」     | 『英雄伝説 碧の軌跡 Evolution』             |
| 置鮎龍太郎 | 司馬懿             | 「真・三國無双シリーズ」 | 『真・三國無双7 Empires』                   |
| 佐々千春   | 仮面ライダーカブト | 「仮面ライダーシリーズ」 | 『仮面ライダー クライマックスファイターズ』 |

## 出演
太字はメインキャラクター。

### テレビアニメ
1998年
- 遊☆戯☆王（リポーター、男性、黒服の男、観客、モンスター）
- まもって守護月天!（1998年 - 1999年、男生徒、ロバート、陽天神おかず 他）

1999年
- 魔術士オーフェン Revenge（男B）

2000年
- ONE PIECE（海賊、海賊A、手下A）
- マシュランボー（狩猟バチ人）
- 勝負師伝説 哲也（丸刈り、男B、玄人Ｃ）

2001年
- RUN=DIM（ジェフ）

2002年
- 王ドロボウJING

2003年
- カレイドスター（カメラマン）
- キノの旅 -the Beautiful World-（ガヤ）
- GetBackers-奪還屋-（警護員）
- TEXHNOLYZE（タクト）

2004年
- 爆裂天使（教官）

2012年
- 聖闘士星矢Ω（兄者 / 芳臣）

### OVA
- BE-BOP-HIGHSCHOOL（1998年、天保不良）
- 湘南爆走族 12 完結篇 桜吹雪の卒業式（1999年、学生）
- メルティランサー The Animation（1999年）
- トミカ王国物語（2006年、ブラックラー、ショウ隊員、チャンピオン、ハイパーレスキューの一般隊員、ナレーション）
- トミカハイパー大作戦!（2007年、ブラックラー、トミカグランプリのアナウンサー、ホイール動物園の飼育員、ナレーション）
- トミカハイパー大冒険!（2008年、ブラックラー、キャリーシティの男性、ブルーバッファロー、ナレーション）

### 劇場アニメ
- ONE PIECE（2000年、海賊）

### ゲーム
2014年以降の出演作品は生前の収録音声を使用したライブラリ出演。
1999年
- グローランサー（ゲヴェル）
- 純情で可憐メイマイ騎士団 スペクトラルフォース聖少女外伝（アビスフィアー）
- ドキドキON AIR ファイナル（南卓也）
- メルティランサー The 3rd Planet（アンカーマン）

2000年
- 真・三國無双（司馬懿）
- SIMPLE1500シリーズ Vol.36 THE 恋愛シミュレーション 〜夏色セレブレーション〜（沢田彰）
- マリオネットカンパニー2 CHU!（御薗）

2001年
- 真・三國無双2（2001年 - 2002年、司馬懿） - 2作品
- 逮捕しちゃうぞ YOU'RE UNDER ARREST（男性署員2）

2002年
- 王子さまLV1（アンディ、サメラ〜イ、オクトマン、ぐりひす）
- 封神演義2（虯首仙、太乙真人、聖帝）
- リーヴェルファンタジア〜マリエルと妖精物語〜（エリック）

2003年
- エグザスケルトン（ジョー・グラハム）
- 王子さまLV1.5 -王子さまのたまご-（サメラ〜イ政宗）
- 仮面ライダー 正義の系譜（ライダーマン）
- 真・三國無双3（2003年 - 2004年、司馬懿） - 3作品

2004年
- エースコンバット5 ジ・アンサング・ウォー

2005年
- 真・三國無双4（2005年 - 2006年、司馬懿） - 3作品
- 天外魔境III NAMIDA（絶対の菩薩）

2006年
- 雀・三國無双（司馬懿）

2007年
- 無双OROCHI（2007年 - 2009年、司馬懿） - 3作品
- 真・三國無双5（2007年 - 2009年、司馬懿） - 3作品

2008年
- 龍が如く 見参!

2009年
- 仮面ライダー クライマックスヒーローズ シリーズ（2009年 - 2012年、仮面ライダーカブト、仮面ライダーダークカブト） - 5作品

2010年
- 英雄伝説 零の軌跡（ヴァルド・ヴァレス、ツァイト）
- 真・三國無双 MULTI RAID 2（司馬懿）

2011年
- 英雄伝説 碧の軌跡（ヴァルド・ヴァレス、ツァイト）
- オール仮面ライダー ライダージェネレーション（2011年 - 2016年、仮面ライダーカブト） - 3作品
- 真・三國無双6（2011年 - 2012年、司馬懿） - 4作品
- 真・三國無双 NEXT（司馬懿）
- 無双OROCHI2（司馬懿）

2012年
- 英雄伝説 零の軌跡 Evolution（ヴァルド・ヴァレス、ツァイト）
- 真・三國無双 VS（司馬懿）

2013年
- 仮面ライダー バトライド・ウォー（2013年 - 2016年、仮面ライダーカブト） - 3作品
- 真・三國無双7（司馬懿）
- STORM LOVER 2nd（桐生利希）

2014年
- 仮面ライダー サモンライド!（仮面ライダーカブト）

### ドラマCD
- Crashers Knight&Ran（町の人々B）
- テイルズ オブ デスティニー
- テイルズ オブ ファンタジア ANTHOLOGY.2（エルフ1、客）
- ハイパーセキュリティーズ2
- 封神演義

### 吹き替え

#### 映画・ドラマ
- あなたにムチュー（ダグ）
- EVENT16（マット）
- 追風少年（フェイリ）
- 踊るJSA帰還迷令発動中!?（チェ・ベクトゥ）
- ネバー・バックダウン（ジェイク〈ショーン・ファリス〉）
- パワーレンジャーシリーズ
  - パワーレンジャー・ターボ（カルロス・ヴァラーツ / グリーンレンジャー）
  - パワーレンジャー・イン・スペース（カルロス・ヴァラーツ / ブラックレンジャー）
  - パワーレンジャー・ロスト・ギャラクシー（カルロス・ヴァラーツ / スペースブラックレンジャー）
- ホスピタル（アラン）
- ミラーウォーズ（アレクシー）

### ナレーション
NHK教育テレビ
- まる得マガジン

日本テレビ
- 月刊 MotoGP+
- 深夜の星
- SUPERうるぐす

TBS
- オオカミ少年
- 世界陸上2009
- ドラナビ
- はぴひる!
- ひるおび!

フジテレビ
- FNNスーパーニュース
- 恋するフットサル
- すぽると!
- スマ夫
- 世界フィギュア2007
- 2002年ソルトレークシティオリンピック
- 地元発信! 東京ジモティ
- とくダネ!
- 脳内エステ IQサプリ
- ハピふる!

テレビ朝日
- IKETERU
- セレクションX
- モノ・好きっ!パラダイス
- 使える！アイデアハウス

その他
- マンガノゲンバ（NHK BS1）
- インプロ!（フジ721）
- 木佐彩子のシドニーへGO!（フジ721）
- BSクラブA&D（BS朝日）
- 列島クイズ!都道府県太郎（BS朝日）
- 恋愛診断バラエティラブチョイス（BS朝日）
- ロデオ倶楽部（BSフジ）
- インディーのお仕事（Fighting TV SAMURAI）
- 生でGON!GON!（Fighting TV SAMURAI）
- ニュース侍!（Fighting TV SAMURAI）
- スポーツセンターU.S.A.（CS）
- マンデーナイトフットボール（CS）
- クラブスカパーTV200（CS）
- ペーパービューステーション（CS）
- フリフリゲーマーズ（CS）
- マスターズウィークリー（CS）
- バスケファンTV（CS）
- ActOnTV起業独立チャンネル（CS）

### テレビドラマ
- ラスト・フレンズ ※声のみ
- セクシーボイスアンドロボ ※声のみ

### テレビ出演
- 読むドラ - 語り台詞
- 生でGON!GON!（Fighting TV SAMURAI） - 新聞コーナーキャスター

### 舞台
- 調布市せんがわ劇場アンサンブル「新羅生門」 - 一寸法師 役
- 桜ジュリエッタ「熱闘!! 飛龍小学校☆パワード」

### その他
- デイリーヤマザキ 店内DJ
- 有線ラジオドラマ 無法地帯
- 全日本プロレス スタジアムナレーション
- ワールドカップバレー2007 マッチナビゲーター
- 柔道ワールドグランプリ2008 スタジアムナレーション
- カレッジチャンネル  ナレーション
- MONDO21 チャンネルCM

### シリーズ一覧
1. ↑  第1作（2001年）、『猛将伝』（2002年）
2. ↑  第1作（2003年）、『猛将伝』（2003年）、『Empires』（2004年）
3. ↑  第1作（2005年）、『猛将伝』（2005年）、『Empires』（2006年）
4. ↑  第1作（2007年）、『魔王再臨』（2008年）、『Z』（2009年）
5. ↑  第1作（2007年）、『Special』（2008年）、『Empires』（2009年）
6. ↑  第1作（2009年）、『W』（2009年）、『オーズ』（2010年）、『フォーゼ』（2011年）、『超』（2012年）
7. ↑  第1作（2011年）、『2』（2012年）、『レボリューション』（2016年）
8. ↑  第1作（2011年）、『猛将伝』（2011年）、『Empires』（2012年）
9. ↑  第1作（2013年）、『II』（2014年）、『創生』（2016年）